# العلاقات البوسنية الروسية
العلاقات البوسنية الروسية (بالروسية: Российско-боснийские отношения) هي العلاقات الثنائية التي تجمع بين البوسنة والهرسك وروسيا.

## القوات الروسية في البوسنة والهرسك
في بداية 12 كانون الثاني (يناير) 1996، كانت روسيا قد أرسلت قوات إلى عاصمة البوسنة والهرسك (سراييفو)، عبر توزلا. كانت هذه الخطوة مدفوعة جزئيًا بالرغبة في تحسين العلاقات مع الولايات المتحدة. أصبح موقع انتشار القوات الروسية موضوع نقاش دولي: أراد الروس الانتشار في أراضي صرب البوسنة، وأرادت الولايات المتحدة نشرهم في أراضي كرواتيا البوسنية. أثناء أحداث كوسوفو عام 1999، تم الاستشهاد باتفاقية عام 1996 بشأن العمليات المشتركة في البوسنة كمثال على التعاون الناجح بين روسيا والناتو.
لا يزال الموقف الروسي بشأن إعادة إعمار البوسنة بعد الحرب متماشياً مع السياسة الغربية حتى عام 2008. على وجه الخصوص، في أكتوبر 2007، أيدت روسيا النفي الغربي للتصويت العرقي (الذي دافعت عنه الأقلية الصربية وحكومة صربيا).

## مقارنة بين البلدين
هذه مقارنة عامة ومرجعية للدولتين:
| وجه المقارنة                                              | البوسنة والهرسك                                             | روسيا                                   |
| --------------------------------------------------------- | ----------------------------------------------------------- | --------------------------------------- |
| المساحة (كم2)                                             | 51.20 ألف                                                   | 17.08 مليون                             |
| عدد السكان (نسمة)                                         | 3.51 مليون                                                  | 146.80 مليون                            |
| الكثافة السكانية (ن./كم²)                                 | 68.55                                                       | 8.59                                    |
| العاصمة                                                   | سراييفو                                                     | موسكو                                   |
| اللغة الرسمية                                             | اللغة البوسنوية، اللغة الكرواتية، اللغة الصربية             | اللغة الروسية                           |
| العملة                                                    | مارك بوسني                                                  | روبل روسي                               |
| الناتج المحلي الإجمالي (بليون دولار)                      | 18.17 مليار                                                 | 1.58 تريليون                            |
| الناتج المحلي الإجمالي (تعادل القوة الشرائية) بليون دولار | 41.35 مليار                                                 | 3.69 تريليون                            |
| الناتج المحلي الإجمالي الاسمي للفرد دولار أمريكي          | 4.25 ألف                                                    | 9.09 ألف                                |
| الناتج المحلي الإجمالي للفرد دولار أمريكي                 | 10.43 ألف                                                   |                                         |
| مؤشر التنمية البشرية                                      | 0.733                                                       | 0.798                                   |
| رمز المكالمات الدولي                                      | +387                                                        | +7                                      |
| رمز الإنترنت                                              | .ba                                                         | .ru، .рф، .рус ‏، .su                    |
| المنطقة الزمنية                                           | توقيت وسط أوروبا، ت ع م+01:00، ت ع م+02:00، أوروبا/سراييفو ‏ | Magadan Time ‏، ت ع م+02:00، ت ع م+12:00 |

## مدن متوأمة
في ما يلي قائمة باتفاقيات التوأمة بين مدن بوسنية وروسية:
- ترتبط بانيا لوكا مع موسكو باتفاقية توأمة منذ 2010.[19][19][19][19]

## منظمات دولية مشتركة
يشترك البلدان في عضوية مجموعة من المنظمات الدولية، منها:
| علم المنظمة | اسم المنظمة                        | تاريخ انضمام البوسنة والهرسك | تاريخ انضمام روسيا |
| ----------- | ---------------------------------- | ---------------------------- | ------------------ |
|             | مؤسسة التنمية الدولية              | 25 فبراير 1993               | 16 يونيو 1992      |
|             | اتفاقية السماوات المفتوحة          | ?                            | ?                  |
|             | منظمة الأمن والتعاون في أوروبا     | 30 أبريل 1992                | 1992               |
|             | مؤسسة التمويل الدولية              | 25 فبراير 1993               | 12 أبريل 1993      |
|             | مجلس أوروبا                        | 24 أبريل 2002                | 28 فبراير 1996     |
|             | منظمة حظر الأسلحة الكيميائية       | ?                            | ?                  |
|             | الأمم المتحدة                      | 22 مايو 1992                 | 24 أكتوبر 1945     |
|             | الاتحاد الدولي للاتصالات           | 20 أكتوبر 1992               | 1866               |
|             | منظمة الشرطة الجنائية الدولية      | ?                            | 27 سبتمبر 1990     |
|             | البنك الدولي للإنشاء والتعمير      | 25 فبراير 1993               | 16 يونيو 1992      |
|             | الاتحاد البريدي العالمي            | ?                            | ?                  |
|             | وكالة ضمان الاستثمار متعدد الأطراف | 19 مارس 1993                 | 29 ديسمبر 1992     |
|             | يونسكو                             | 2 يونيو 1993                 | 21 أبريل 1954      |

## وصلات خارجية
- موقع وزارة الخارجية البوسنية
- موقع وزارة الخارجية الروسية